# Revolución (Chihuahua)
Revolución es una localidad del estado mexicano de Chihuahua. Es parte del municipio de Delicias.

## Demografía
| Gráfica de evolución demográfica |
|                                  |

| Censo | Población |
| ----- | --------- |
| 1990  | 774       |
| 2000  | 2 672     |
| 2010  | 3 995     |
| 2020  | 6 429     |